# 陈实 (1916年)
陈实（1916年—1993年），男，山东泰安人，中华人民共和国军事人物，曾任新疆维吾尔自治区政协副主席。